# Аріска Ванзер
Аріска Ванзер (англ. Arisce Wanzer) — трансгендерна модель, акторка та комік.

## Раннє життя
Ванзер народилася в Вудбріджі, штат Вірджинія. У віці 14 років побачене Victoria's Secret Fashion Show надихнуло її на заняття модою та моделлю. Аріска переїхала до Маямі, який вона характеризує як «транс-Мекка», щоб вступити до Художнього інституту Маямі у віці 17 років. Саме там, в гей-клубах, вона дізналася, що таке трансгендер, коли незнайомці запитували її, коли вона планує повністю перевтілитись. У 19 років вона призналася матері що вона трансгендер, яка її прийняла і підтримувала.
П'ять років вона жила в Маямі, перш ніж переїхати до Нью-Йорка.

## Кар'єра
Упродовж чотирьох років Ванзер брала участь у драг-трупі, також у численних показах на Тижні моди в Маямі.
Ванзер була моделью для обкладинки журналів Spiegel (першою трансмоделю, якій це вдалося), Elle, Vogue, Vogue Italia, Forbes, Purple, працюючи з такими відомим фотографами як Патрік Демаршельє. Була моделью в Topshop та Opening Ceremony. З'являлася в реаліті-шоу Струт що транслювалося на каналі Oxygen, який зосереджений на транслюванні транс-серіалів таких як Fish Tank. Довгий час також була членом компанії AT&T. У червні 2019 року вона пройшла по червоній доріжці під час L.A. Pride та пройшла співбесіду з асоційованим продюсером компанії Amazon Брендоном Бредлі для участі в зйомках в шоу Pride: The Series.

## Фільмографія
| Рік       | Назва                                           |
| --------- | ----------------------------------------------- |
| 2019      | «I'm Gay» (музичний кліп)                       |
| 2019      | Gayish:2 (короткометражка)                      |
| 2019      | Шерон Нідлс: Monster Mash (короткометражка)     |
| 2019      | Метт і Ден (телесеріал)                         |
| 2019      | Метадон (короткометражка)                       |
| 2019      | Повноважений (короткометражка)                  |
| 2019      | «Unapolegetically»                              |
| 2019      | Wrap It Like That (короткометражка)             |
| 2019      | Dreaming Material (музичний кліп)               |
| 2018      | The Pet Peeve Police                            |
| 2018      | Blair St. Clair: Call My Life (короткометражка) |
| 2018      | Найближчий родич                                |
| 2017      | «That's a Man, Maury» (музичний кліп)           |
| 2017      | Enemies of Dorothy                              |
| 2016-2017 | Cheetah in August                               |
| 2016      | Переплетені                                     |
| 2012      | What's the Function?                            |

## Інше

### Підкасти
| Дата             | Назва   | Епізод                                                                 |
| ---------------- | ------- | ---------------------------------------------------------------------- |
| 27 серпня, 2018  | LGBTQ&A | «Arisce Wanzer: Gets Candid About Sex and Dating»                      |
| 18 вересня, 2016 | LGBTQ&A | «Arisce Wanzer: The Fashion Industry Needs To Embrace Diverse Women»   |
| вересень. 2016   | LGBTQ&A | «Arisce Wanzer: Why She Won't Change Herself for the Fashion Industry» |